# Zbigniew Nienacki
Zbigniew Nienacki, né Zbigniew Tomasz Nowicki le 1er janvier 1929 à Łódź et mort le 23 septembre 1994 à Morąg, est un écrivain et dramaturge polonais. Il est connu pour ses romans d'aventures pour la jeunesse mettant en scène le personnage de Pan Samochodzik, mais aussi ses œuvres pour adultes qui au moment de leurs parution sont qualifiés de pornographiques par la critique.

## Biographie
En 1957, Nienacki publie le roman Uroczysko, qui avec Skarb Atanaryka et Pozwolenie na przywóz lwa donne l'impulsion à la série de Pan Samochodzik qui démarre en 1964, avec Wyspa Złoczyńców (Île maudite). Son héros principal, aventurier et historien d'art parcourant le monde, est non sans rappeler Indiana Jones,. De ses romans plusieurs films sont tirés dont pour certains Nienacki écrit le scénario.
En 1982, il est fait chevalier de l'ordre Polonia Restituta.

## Œuvres
Série de Pan Samochodzik
- Uroczysko (Le Sanctuaire, 1957)
- Skarb Atanaryka (Le Trésor d'Athanaric, 1960)
- Pozwolenie na przywóz lwa ou Pierwsza przygoda Pana Samochodzika (Licence d'importation pour le Lion ou La première aventure de Pan Samochodzik, 1961)
- Wyspa Złoczyńców ou Pan Samochodzik i Wyspa Złoczyńców (Pan Samochodzik et l'Île maudite, 1964)
- Pan Samochodzik i templariusze (Pan Samochodzik et les Templiers 1966)
- Księga strachów ou Pan Samochodzik i dziwne szachownice (Livre de peurs ou Pan Samochodzik et échiquiers étranges, 1967)
- Niesamowity dwór ou Pan Samochodzik i niesamowity dwór (''Pan Samochodzik et l'étrange manoir, 1970)
- Nowe przygody Pana Samochodzika  ou Pan Samochodzik i Kapitan Nemo (Pan Samochodzik et le capitaine Nemo, 1970)
- Pan Samochodzik i zagadki Fromborka (Pan Samochodzik et le mystère de Frombork, 1972)
- Pan Samochodzik i Fantomas (Pan Samochodzik et Fantômas, 1973)
- Pan Samochodzik i tajemnica tajemnic (Pan Samochodzik et le secret des secrets, 1975)
- Pan Samochodzik i Winnetou (Pan Samochodzik et Winnetou, 1976)
- Pan Samochodzik i Niewidzialni (Pan Samochodzik et l'Homme invisible, 1977)
- Pan Samochodzik i złota rękawica (Pan Samochodzik et le Gant d'or , 1979)
- Pan Samochodzik i człowiek z UFO (Pan Samochodzik et l'extraterrestre, 1985)
- Pan Samochodzik i nieuchwytny kolekcjoner (Pan Samochodzik et le collectionneur insaisissable, 1997) - roman inachevé, complété par Jerzy Ignaciuk

Autres romans
- Worek Judaszów (1961)
- Podniesienie (1963)
- Laseczka i tajemnica (1963)
- Z głębokości (1964)
- Sumienie (1965)
- Liście dębu (vol. 1, 1967, vol. 2, 1969)
- Mężczyzna czterdziestoletni (1971)
- Uwodziciel (1978)
- Raz w roku w Skiroławkach (vol. 1-2, 1983)
- Wielki las (1987)
- Dagome Iudex ou Historia sekretna (vol. 1-2, 1989, vol. 3, 1990)

Dramaturgie
- Termitiera (1962)
- Golem (1963)
- Styks (1963–1966)
- Opowieść o Bielinku (1966)